# Elga Sakse
Elga Sakse (1930. augusztus 11. – 2023. május 3.) A Magyar Köztársasági Érdemrend tisztikeresztjével kitüntetett lett műfordító.

## Élete
Első generációs értelmiségi családban született. Szülei és nagynénje, Anna Sakse jeles alakjai a lett irodalmi életnek. A középiskola elvégzését követően a Jelgavai Lett Mezőgazdasági Egyetem hallgatója lett: itt szerzett 1955-ben agronómusi diplomát. 
Az egyetem elvégzését követően, a Szovjetunióban akkor érvényes irányítási rendszer alapján, az orosz határ mentén található Kārsavai „Udarņik” (Élmunkás) kolhozba helyezték. Tíz éven át dolgozott itt mint agronómus, illetve később mint könyvelő. 1964-ben küldte Rigába első fordításait. Sikerült Rigához közelebb kerülnie. 1966-tól a Rigától 40 km-re lévő ogrei „Vārpa” (Kalász) kolhoz könyvelője volt, itt dolgozott 1979-ig. 
1979-ben felvette tagjai közé a Lett Írószövetség, és ettől kezdve elsősorban a fordításból élt. A nagyszüleitől örökölt földszeretet azonban nem engedte elszakadni a földtől, és a rendszerváltást követően férjével önálló parasztgazdaságot hozott létre Ogrében, amit férje halála után is vezetett.

## Irodalmi munkássága
1955-ben a Jelgavai Lett Mezőgazdasági Egyetemen 1955-ben egy Ki tud többet Magyarországról? vetélkedőn vett részt, és a vetélkedőre való felkészülés közben olvasott művek keltették fel az érdeklődését Magyarország és a magyar irodalom iránt. Az egyetem elvégzését követően munkája mellett autodidakta módon nyelvkönyvből kezdte tanulni a magyar nyelvet. 1964-ben sikerült neki egy magyarországi társasúton részt venni, és hazatérte után készítette első fordításait (Móra Ferenc-elbeszélések), amiket elküldött Ruta Lediņának. Ezek az elbeszélések 1966-ban Lediņa korrekcióival meg is jelentek.
Ezt követően sorra jelentek meg fordításában magyar írók művei a „Liesma” kiadónál a kortárs irodalom (Fekete Gyula, Sánta Ferenc, Fejes Endre, Szabó Magda) mellett klasszikusokat is (Mikszáth Kálmán, Jókai Mór, Gárdonyi Géza stb.) fordított.
1993-ban a Pro Cultura Hungarica díjjal tüntették ki.
Prózai művek mellett színdarabokat is fordított, elsősorban Molnár Ferencet. Elga Sakse fordította lettre Kertész Imre Sorstalanság című regényét is.

## Fordításai

### Prózai művek

#### „Liesma” kiadó
- 1966. „Hét krajcár” (elbeszélések) („Septiņi kreiceri”, Ruta Lediņával közösen)
- 1967. Fekete Gyula, Az orvos halála („Ārsta nāve”)
- 1968. Sánta Ferenc, Húsz óra („Divdesmit stundas”)
- 1970. Mikszáth Kálmán, Szent Péter esernyője („Svētā Pētera lietussargs”)
- 1971. Zágoni Ferenc, Kitérő ("Ceļu meklējot")
- 1973. Jókai Mór, A kőszívű ember fiai („Akmenssirds cilvēka dēli”)
- 1974. Németh László, Gyász („Sēras”)
  - Molnár Ferenc, A Pál utcai fiúk („Pāla ielas zēni”)
- 1976. Kosztolányi Dezső, Édes Anna, („Anna Ēdeša”)
- 1977. Szabó Magda, Álarcosbál („Masku balle”)
  - Földeák János, Apák lánya („Divu tēvu meita”)
- 1980. Berkesi András, Sellő a pecsétgyűrűn („Nāra zīmoggredzenā”)
- 1981. Fekete István, Tüskevár („Ērkšķu cietoksnis”)
- 1982. Szabó Magda, Freskó, Az őz, Katalin utca („Freska”, „Stirna”, „Katalinas iela”)
- 1983. Örkény István, Macskajáték („Kaķuspēle”) (Anna Žīgurival közös fordítás)
- 1984. Móricz Zsigmond, A boldog ember („Laimīgais cilvēks”)
- 1985. Fejes Endre, Rozsdatemető („Rūsas kapsēta”)
  - Janikovszky Éva, Már óvodás vagyok (Es jau eju bērnudārzā)
  - Galgóczi Erzsébet, Fiúk a kastélyból (elbeszélések) („Puisis no pils” – stāstu krājumā)
- 1986. Dániel Anna, Karambol („Avārija”)
  - Gárdonyi Géza, Hosszúhajú veszedelem („Garmatainās briesmas”)
- 1988. Illyés Gyula, Petőfi („Šāndors Petēfi”)
- 1991. Mesterházi Lajos, A Prométheusz-rejtély („Prometeja mīkla”)

#### „Sprīdītis” kiadó
- Gergely Mihály, A Kozmosz 15. törvénye („Piecpadsmitais kosmosa likums”)
- 1995. Lázár Ervin, Berzsián és Dideki („Beržiāns un Dideki”) – Laimu Žiharival közösen)
- 1996. Fekete István, Vuk („Vuks”)
- 1998. Szabó Magda, Tündér Lala („Laumu princis Lala”)
- 1994. Illyés Gyula, Kháron ladikján („Hārona laivā”)
- 1995. Krúdy Gyula, Podolini kísértet („Podolinas spoks”)
- 1996. Szabó Magda, Abigél („Abigaila”)
  - Leslie L. Lawrence, A vérfarkas éjszakája („Vilkača nakts”)
- 1998. Szabó Magda, Az ajtó („Durvis”)

#### „Zinātne” kiadó
- 1990. Lomb Kató, Nyelvekről jut eszembe („Par valodām man nāk prātā”)
- 2004. Trencsényi-Waldapfel Imre, Görög mondák („Sengrieķu teikas”)

#### „Atēna” kiadó
- 1993. Márai Sándor, Eszter hagyatéka („Esteres mantojums”)
- 2005. Márai Sándor, A gyertyák csonkig égnek („Sveces izdeg līdz galam”)
  - Márai Sándor, Füves könyv („Zāļu grāmata”)
- 2006. Móra Ferenc, Aranykoporsó („Zelta Zārks”)

#### „Tapals” kiadó
- 2004. Szabó Magda, Zeusz küszöbén („Uz Zeva sliekšņa”)
- 2007. Szabó Magda, Für Elise („Elīzai”)
  - Eszes Hajnal, Erdőország meséi („Meža valstības pasakas”)
- 2008. Kertész Imre, Sorstalanság („Bezliktenis”)
  - Eszes Hajnal, Cicakaland a városban („Pilsētas kaķu piedzīvojumi”)
- 2009. Leslie L. Lawrence, Csöd. Két sápadt szerzetes („Budistu klostera noslēpums”)

#### „Mansards” kiadó
- 2019. Gyurkó László, Faustus doktor boldogságos pokoljárása („Doktora Fausta laimīgais gājiens pa elli”)

#### „Jumava” kiadó
- 2021. Szerb Antal, Utas és holdvilág (Ceļinieks un mēnessgaisma)

#### Merhavia-Kaleidoszkóp kiadó, Budapest
2001. Debreceni Balázs, Magyarország (útikönyv) („Ungārijai”)

### Színművek
- 1971. Molnár Ferenc, Liliom („Lilioms”)
- 1973. Örkény István, Macskajáték („Kaķa spēle”)
- 1977. Gyurkó László, Szerelmem, Elektra („Elektra, mana mīla”)
- 1983. Illés Endre, Spanyol Izabella („Spānijas Isabella”)
- 1993. Molnár Ferenc, A jó tündér („Labā feja”)
- 1989. Göncz Árpád, Magyar Médeia („Ungāru Mēdeja”)
  - Molnár Ferenc, Az ördög („Velns” – rádiójáték)
- 1992. Molnár Ferenc, Játék a kastélyban („Spēle pilī”)
- 1998. Molnár Ferenc, Egy, kettő, három („Viens, divi, trīs”)